# Parafia Najświętszego Serca Pana Jezusa w Raciborzu
Parafia Najświętszego Serca Pana Jezusa – największa raciborska parafia obejmująca tzw. Nowe Zagrody, powstała w 1935 roku, należąca do dekanatu raciborskiego leżącego w diecezji opolskiej.

## Grupy
- Lektorzy i Ministranci,
- Dzieci Maryi,
- Grupa Modlitewna przy Parafii NSPJ
- Szkoła Nowej Ewangelizacji,
- Żywy Różaniec,
- Duszpasterstwo Młodzieży i Studentów Miasta Racibórz,
- Chór męski,
- Schola,
- Grupa Dziecięca „Śpiewająca Miska Reksia”,
- Grupa AA „Janek”,
- Grupa Modlitewna „Communio”,
- Caritas,
- Poradnia Rodzinna,
- Redakcja młodzieżowej gazety „Sieć”,
- Redakcja młodzieżowej audycji „Na Zawsze Młodzi”.

## Proboszczowie
- ks. Jan Post – 1937–1976,
- ks. Alojzy Jurczyk – 1976–2005,
- ks. Adam Rogalski – od 2005